# Felação

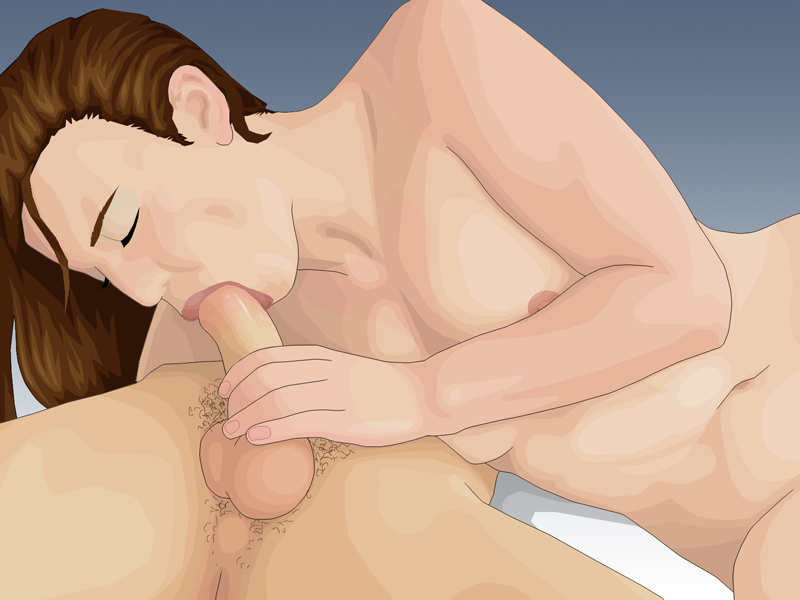
O ato da felação praticado por uma pessoa em seu parceiro sexual

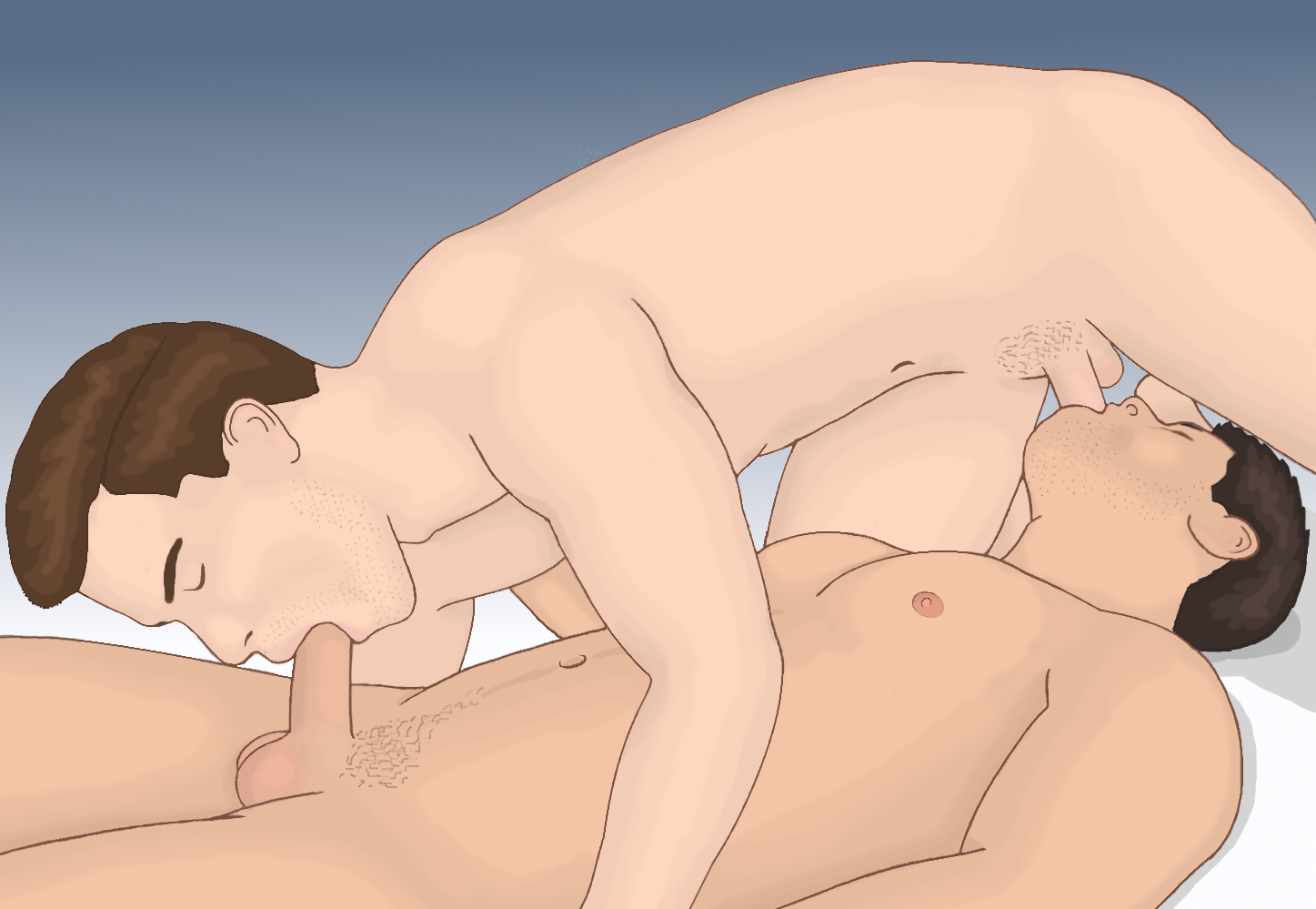
O ato da felação praticado por dois homens em 69

Felação, também conhecida vulgarmente como boquete ou chupeta (português brasileiro) ou broche, bobó ou bico (português europeu), é um ato de sexo oral que envolve o uso da boca ou da garganta, o qual é feito por uma pessoa no pênis de outra, ou de si própria (autofelação). A mesma movimentação pode ocorrer no saco escrotal, e também é caracterizada na língua portuguesa pelo mesmo nome.
A felação pode ser considerada como uma forma de excitação para os participantes, bem como levar ao orgasmo e à ejaculação do esperma. Geralmente é realizada por um parceiro sexual como forma de preliminar para criar uma excitação sexual maior antes de outras atividades sexuais, como o sexo anal ou vaginal, ou até mesmo como um ato de carinho e erotismo isoladamente. Igual ocorre com outras formas de atividades sexuais, a felação faz com que os participantes corram o risco de contrair doenças sexualmente transmissíveis (DSTs). No entanto, o risco de transmissão destas por meio do sexo oral, especialmente do vírus HIV, é significativamente menor do que quando realizado o sexo penetrativo.
Esta atividade é vista como tabu, mas a maioria dos países não possuem leis que proíbam a sua prática. Geralmente, as pessoas não consideram a felação ou outras formas de sexo oral como uma forma de afetar a virgindade do parceiro. Outra opinião constante é a de pessoas que têm pensamentos negativos ou inibições sexuais sobre participar de atividades orais, negando-as.

## Prática

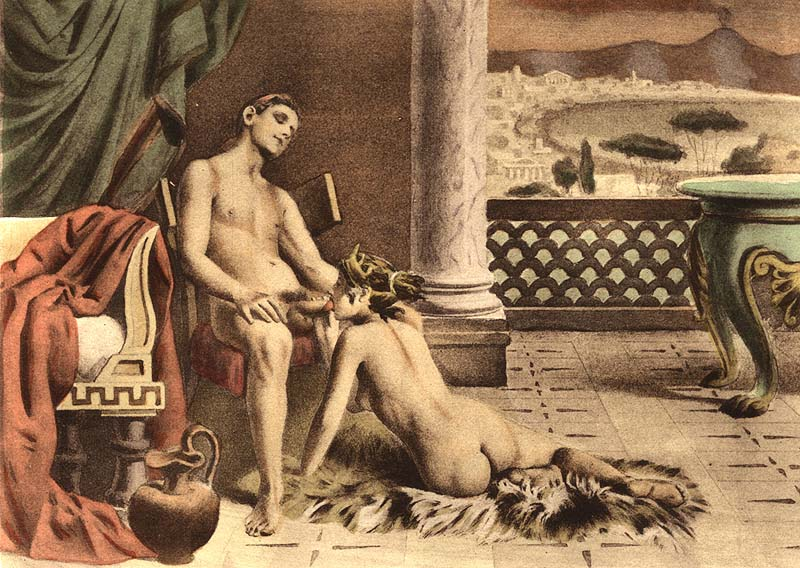
Pintura da felação representada por Édouard-Henri Avril. em 1843

Consiste na introdução do pênis na boca visando a continuidade da relação sexual, lambendo-lhe a glande e toda a base peniana, proporcionando assim maior prazer no ato sexual. Com movimentos de ida e volta, trabalhando com a língua ao mesmo tempo, e com as mãos, pode-se alcançar o orgasmo com facilidade. Necessita-se do pênis ereto para  que a prática da felação leve ao orgasmo.
Há uma modalidade extrema da felação chamada garganta profunda, do inglês deep throat, que consiste em levar a glande até o fundo da garganta, a fim de proporcionar uma sensação diferente, como uma pressão seguida de prazer.
Existe também a prática sem necessidade de um parceiro, denominada autofelação. A felação também pode ser considerada uma maneira de perder a ansiedade antes do ato sexual.
Na Malásia, a felação é ilegal. Contudo, a lei é raramente colocada em prática. Segundo a secção 377A do Código Penal malaio, a introdução de um pénis no ânus ou na boca de uma outra pessoa é considerada "relação sexual carnal contra a ordem natural" e é, portanto, "punível com prisão máxima de 20 anos e chicotadas."

## Riscos
A felação apresenta risco de contrair Infecções Sexualmente Transmissíveis, por poder haver contaminações por intermédio do órgão sexual do parceiro. Geralmente, a felação visa uma introdução ao ato sexual. A felação, apesar de ter se tornado um ato comum sexual, continua sendo uma das formas de contrair ISTs, porém é menos perigosa do que a relação sexual anal ou vaginal. A transmissão pode ocorrer pelos fluidos — seja o sêmen ou o líquido seminal — ou por machucados no pênis ou na região próxima e também por machucados ou microlesões existentes na boca do parceiro que pratica a felação ativamente.